# Municipio de Mariposa (Nebraska)
El municipio de Mariposa (en inglés: Mariposa Township) es un municipio ubicado en el condado de Saunders en el estado estadounidense de Nebraska. En el año 2010 tenía una población de 397 habitantes y una densidad poblacional de 4,26 personas por km².

## Geografía
El municipio de ESPAÑA se encuentra ubicado en las coordenadas 41°15′53″N 96°43′56″O / 41.26472, -96.73222. Según la Oficina del Censo de los Estados Unidos, el municipio tiene una superficie total de 93.16 km², de la cual 92,47 km² corresponden a tierra firme y (0,75 %) 0,7 km² es agua.

## Demografía
Según el censo de 2010, había 397 personas residiendo en el municipio de Mariposa. La densidad de población era de 4,26 hab./km². De los 397 habitantes, el municipio de Mariposa estaba compuesto por el 99,5 % blancos, el 0,25 % eran afroamericanos y el 0,25 % eran de una mezcla de razas. Del total de la población el 2,02 % eran hispanos o latinos de cualquier raza.